# تابوتی برای دیمیتریوس (رمان)
تابوتی برای دیمیتریوس (به انگلیسی: A Coffin for Dimitrios)
رمانی نوشته اریک امبلر نویسنده انگلیسی است. این اثر دستمایه فیلمی به نام نقاب دیمیتریوس ساخته ژان نگولسکو قرار گرفت.

## داستان
این رمان، در مورد نویسنده ای به نام چارلز لاتیمر(Charles Latimer) که کتاب‌های پلیسی زیادی نوشته و به طور اتفاقی، با رئیس سازمان پلیس مخفی ترکیه ملاقات می کنه و اونا با هم دوست می شوند و رئیس این سازمان، کلنل حقی(Cononel Haki)، پرونده ای رو به لاتیمر نشون می ده که در اون، خلاف های مجرمی بین‌المللی به نام دیمیتریوس (Dimitrios)
که در زمان های مختلف نام های بسیاری داشته اما مثل اینکه نام اصلیش ماکروپولوسه(Macropolose).
و کلنل حقی، لاتیمر رو به سرد خونه می بره و جسد دیمیتریوس رو بهش نشون می ده. از همون جا لاتیمر تصمیم می گیره که دنبال سوابق دیمیتریوس بگرده چون هیچ جای دنیا اطلاعات کاملی از اون در دست نیست اما می شه با جمع کردن این اطلاعات، نتیجه ای به دست آورد.
در این بین اتفاقات جالبی برای لاتیمر می افته.
اما در این بین گروه بزرگی از همدستان، قاچاقچیان آدم و مواد مخدر برای کشتن لاتیمر تلاش می کنند...